# 林協忠
林協忠（1964年10月27日—），台灣男性配音員、舞台劇演員，為「聲產力文創公司」創辦人。

## 人物介紹
- 配音特色為國台語並用，尤其以搞笑角色最為拿手，《烏龍派出所》的兩津勘吉和《銀魂》的坂田銀時為這類的代表作。
- 統一7-ELEVEn獅投手林其緯的叔叔。
- 2013年成立聲產力文創公司[1]，推廣聲音表演訓練及行銷。
- 是少數用本嗓(自然聲)而非假音配音的配音員。

## 配音作品
- 主要角色名稱以粗體顯示。

### 台灣動畫
| 播映年份 | 作品名稱         | 配演角色  | 配演語言 | 首播平台 | 備註 |
| -------- | ---------------- | --------- | -------- | -------- | ---- |
| 1995     | YOUNG GUNS       | 阿財 蔡曉 | 國語     |          | OVA  |
| 2010     | 小貓巴克里       | 阿帕      | 國語     | 公視     | 領班 |
| 2011     | 山豬 飛鼠 撒可努 |           | 國語     | 公視     |      |
| 2014     | 觀測站少年       | 來福      | 國語     | 公視     | 領班 |

### 台灣動畫電影
| 播映年份 | 作品名稱 | 配演角色          | 配演語言 | 備註 |
| -------- | -------- | ----------------- | -------- | ---- |
| 2014     | 桃蛙源記 | 雨怪長老 牛霸老大 | 國語     |      |

### 台灣遊戲
| 年份 | 遊戲名稱 | 配演角色 | 配演語言 | 備註  |
| ---- | -------- | -------- | -------- | ----- |
| 2015 | 霹靂江湖 |          | 國語     | [ 5 ] |

### 台灣戲劇
| 播映年份 | 作品名稱       | 配演角色                                  | 配演語言 | 首播平台 | 備註        |
| -------- | -------------- | ----------------------------------------- | -------- | -------- | ----------- |
| 1998     | 舉頭三尺有神明 | 計程車司機（第一集） 三人組之一（第二集） | 國台語   | 民視     | [ 6 ] [ 7 ] |

### 台灣電影
| 播映年份 | 作品名稱 | 配演角色 | 角色演員 | 配演語言 | 備註 |
| -------- | -------- | -------- | -------- | -------- | ---- |
| 1998     | 俠盜正傳 | 紅龜     | 羅時豐   | 國語     |      |

### 節目旁白
- 三立都會台《愛玩客》

### 中國大陸電影
- 《桃姐》：寧浩、樓南光※台灣上映之國台語版，同時為本作配音領班。

### 日本動畫
- 《烏龍派出所》：兩津勘吉※領班
- 《銀魂》：坂田銀時、白血球王、岡田似藏（51-52集）、天堂蒼達、勾狼、屁怒絽（接替黃天佑）、受験番號十號、白髮武士※領班
- 《火影忍者》：奈良鹿丸（ep.23起）、阿凱、油女志乃、猿飛阿斯瑪、猿飛蒜山（第三代火影）、干柿鬼鮫、森乃伊比喜、惠比斯（後期）、葉鬼、君麻呂、文太（癩蝦蟆老大）、加藤斷※領班
- 《火影忍者疾風傳》：奈良鹿丸、阿凱、大和、油女志乃、猿飛阿斯瑪、鬼燈水月、惠比斯、森乃伊比喜、葉鬼、赤砂蠍（蛭子狀態）、絕（黑色人格）、飛段、波風湊（第四代火影）、鳶（宇智波斑的身分）、文太（癩蝦蟆老大）、黃土、「兩天秤」大軒（第三代土影）、熱、通草野餌人、第三代雷影、山中亥一、信（祭的哥哥）、加藤斷、深（前代八尾祭品之力）、宇智波斑、六道仙人※領班
- 《李洛克的青春全力忍傳》：阿凱、奈良鹿丸、油女志乃、旁白
- 《十二國記》：淺野郁也
- 《魯邦三世》：魯邦三世※超視版本
- 《坦克王》：萬人迷、海神、弓箭手、黑龍
- 《光速蒙面俠21》：蛭魔妖一、塞伯拉斯、高見伊知郎、大田原誠、赤羽隼人、葉柱類、山伏權太夫、仙洞田壽人、笠松新信、山本鬼兵、大平洋、青柳卓、大水牛牛島、道古堀出、圓子令司※領班
- 《蟲師》：化野※DVD版本
- 《足球王》：宮本拓也、柳清範
- 《勇者王》：猿頭寺耕助、超龍神、麥克桑達斯、高魯帝馬克、索魯塔特J、原種－肋骨
- 《淘氣小魔女》：野田郁也
- 《瀨戶的花嫁》：阿政※領班
- 《飛天小女警Z》：毛茸怪獸
- 《鬼影投手》：彩川恒雄、布魯克林、強森※領班
- 《抓狂一族》：大澤木大鐵、春卷龍、國會議員、梅星球道、十三樓陽台※領班，東森電影台版本
- 《天國少女》：索曼多·拉吉尼、艾迪※領班
- 《麻辣教師GTO》：暴走族（ep.1）、不良少年（ep.7）、金色長髮不良少年（ep.8）、警察（ep.8）、老師：小茶古宏（ep.12）

### 歐美動畫
- 《辛普森家庭》：顧人院、史克浪
- 《mucha-lucha》：阿蚤
- 《少年忍者龜》：米開朗基羅※衛視中文台版本
- 《天兵公園》：阿天
- 《馬達加斯加的企鵝》：企鵝老大

### 特攝片
- 《假面騎士響鬼》：小暮耕之助

### 日劇
- 《烏龍派出所真人版》：兩津勘吉

### 韓劇
- 《天上掉下來的禮物》：金炳浩
- 《紅豆麵包》：劉關和
- 《旋轉木馬》：明裘
- 《麻辣女人》：白億年
- 《流氓醫生》：姜達高
- 《搞笑一家親》：李俊河、廉承玄※領班
- 《兩個妻子》：安光泰、李永民※領班

### 日本動畫電影
- 《我們這一家電影版》：阿田、阿吉仔※台語版本，領班。
- 《火影忍者劇場版：大激突！夢幻的地底遺跡》：奈良鹿丸※領班
- 《火影忍者疾風傳劇場版》：魍魎、奈良鹿丸※領班
- 《火影忍者疾風傳劇場版 牽絆》：神農、奈良鹿丸、油女志乃※領班
- 《火影忍者疾風傳劇場版 火意志的繼承者》：奈良鹿丸、猿飛蒜山（第三代火影）※領班
- 《火影忍者疾風傳劇場版 失落之塔》：波風湊（第四代火影）、大和※領班
- 《火影忍者疾風傳劇場版 忍者之路》：波風湊（第四代火影）、奈良鹿丸、鳶※領班
- 《火影忍者劇場版：最終章》：奈良鹿丸
- 《火影忍者劇場版：慕留人》：奈良鹿丸
- 《烏龍派出所劇場版 史上最惡爆彈大作戰！》：兩津勘吉
- 《銀魂劇場版 新譯紅櫻篇》：坂田銀時※領班
- 《銀魂完結篇 永遠的萬事屋》：坂田銀時、白夜叉、五年後的銀時※領班
- 《銀魂 THE FINAL》：坂田銀時※領班
- 《人造人009 超銀河傳說》：002傑特·林格

### 歐美動畫電影
- 《里約大冒險》：冠紅蠟嘴鵐派多
- 《馬達加斯加》系列：企鵝老大

### 海外電影
- 《我的野蠻女友》：牽牛（車太賢飾）※緯來電影台版本
- 《環遊世界八十天》：帕斯巴德/劉新（成龍飾）

### 海外遊戲
- 《燃燒吧！三國志》：魏延[8]

## 外部連結
- 鵬弟昇輝 每月一星 林協忠 （页面存档备份，存于）
- 聲產力文創 （页面存档备份，存于）